# Longitarsus aramaicus
Longitarsus aramaicus es una especie de insecto coleóptero de la familia Chrysomelidae. Fue descrita científicamente en 1979 por Leonardi.